# Шпаков, Владимир Михайлович
Владимир Михайлович Шпаков (10 января 1960, Брянск — 18 октября 2020) — прозаик, драматург, критик. Автор девяти книг прозы, ряда пьес и множества литературно-критических статей. Член Союза писателей Санкт-Петербурга, Союза российских писателей, член Гильдии драматургов Санкт-Петербурга. Главный редактор литературного журнала «Зинзивер». Член оргкомитета Международного фестиваля «Петербургские мосты».

## Биография
В 1977 году переехал из Брянска в Ленинград, где окончил Ленинградский электротехнический институт (1977—1983). Работал в ЦНИИ «Аврора», на военном флоте в качестве гражданского специалиста, в многотиражной прессе, на радио, охранником, кочегаром котельной, осветителем в Малом зале Академической Капеллы и т. д. Заочно окончил Литературный институт им. А. М. Горького, семинар А. И. Приставкина (1990—1995). Работал заведующим отделом прозы журнала «Нева» (2003—2007), с 2011 года исполнял обязанности главного редактора журнала «Зинзивер».